# Csongrád–felgyői Gazdasági Vasút
A Csongrád–felgyői Gazdasági Vasút egy kisvasút volt Csongrád megyében. Gróf Károlyi László ófelgyői uradalmában épült meg Alsómajor és Felsőmajor között az első szakasz, összekötve az uradalmi szeszgyárat, sertéstelepet és istállókat. 1924-ben ért el a vasút Csongrád állomásra, ahol nagyvasúti kapcsolatot teremtett a Kiskunfélegyháza–Szentes–Orosháza-vasútvonallal, így lehetőség nyílt az uradalmi termények továbbszállítására. 1926-tól jelentek meg a mozdonyok az addig lóvontatású vasúton. Csongrád városa is jól járt a kisvasúttal: az utána szedett illetékekből burkolta le utcáit.
A második világháborúban károkat szenvedett a kisvasút, a lakosság elhordta a sínek egy részét. 1946-ban a Szentes és Vidéke Gazdasági Kisvasút Szövetkezet tulajdonába került a vasútüzem. Megkezdődött az újjáépítés, a forgalom fellendítésére nagyvasúthoz csatlakozó járatokat terveztek. Nagyszabású tervek születtek egy Szentes központú gazdasági vasúti hálózat kiépítésére a felgyői, szegvári és nagymágocsi vonalak felhasználásával. Ennek során a vonalat Szentesig vezették volna, másik végét meghosszabbították volna Kistelekig, valamint egy kiágazó szárnyvonallal Sövényházán keresztül Algyőig. 1949-ben azonban államosították a vasútüzemet, így nem lett semmi a fejlesztési tervekből.
Később a Felgyői Állami Gazdaság kezelésébe került. 1956-ban, 10 évvel az újraindulás után megszüntették a forgalmat a csongrádi állomásra tartó vonalon, majd a '60-as évek elején elbontották. A megmaradt hálózatot felújították volna, de ez elmaradt, így egyre több üzemzavar történt. A forgalom az 1960-as évek közepére elsorvadt (teherautók, traktorok térhódítása miatt). 1967. március 15-étől megszűnt a személyszállítás, 1968 tavaszára a vágányokat is elbontották.
Ma is láthatók a vasút megmaradt emlékei: töltése Csongrádon a Szentesre vezető 451-es főút fénysorompója mellett, a nagyvasút déli oldalán épségben megvan kb. 100 m hosszúságban, illetve a felgyői Alsómajor egyik istállójában látható egy rövid megmaradt pályaszakasz.